# Giuseppe Coco
Giuseppe Coco (Biancavilla, 1º maggio 1936 – Biancavilla, 4 agosto 2012) è stato un disegnatore italiano. Ha pubblicato per anni illustrazioni e vignette su numerose pubblicazioni periodiche sia europee che americane, è riconosciuto come uno dei vignettisti italiani più apprezzati al mondo.

## Biografia
Nel 1960 si trasferì a Milano dove esordì realizzando illustrazioni per Il Travaso delle Idee e, per oltre quaranta anni, ha collaborato con numerose riviste sia italiane come Playmen, Famiglia Cristiana, La Gazzetta dello Sport, Corriere della Sera, Playboy e Panorama che europee come El País, Paris Match, Punch, Stern, The Saturday Evening Post.
Ha anche creato personaggi che furono protagonisti di serie di vignette come Arturo, Esculapia, Piccolo Slim. Ha illustrato più di un migliaio di suoi aforismi e i corsi di lingua inglese, francese e russa De Agostini.
Morì il 4 agosto 2012 all'età di 76 anni a Biancavilla.

## Opere
- Coco est content (Dupuis, 1968).
- I satiri (Mondadori, 1980), pubblicato anche in Germania e Spagna.
- È grave dottore? (Mondadori, 1981), apparso poi in Francia, Germania, Paesi Bassi, Portogallo e Svezia.
- Il mondo in corsia (Editiemme, 1987).
- Vip costumi e scostumi (Rizzoli, 1987).
- Attenti al sedere (Glénat, 1989).

## Mostre
- Circolo della stampa (Catania, 1958).
- Numero (Firenze, 1959).
- Milan art center (Milano, 1974).
- Teatro Gobetti (Torino, 1975).
- Galleria Quadragono arte (Conegliano, 1977).
- Lucca comics (Lucca, 1983).
- Umorismo e satira (Dolo, 1998).
- Galleria Quadragono arte e Libreria centrale (Conegliano, 2000).

- Nel giugno 2008, presso il centro culturale polivalente Villa delle favare a Biancavilla, è stata inaugurata l'esposizione permanente delle sue tavole, che raccoglie 86 opere a colori e in bianco e nero, donate al Comune nativo.

## Riconoscimenti
- 1º premio Giovani pittori siciliani (Palermo, 1957).
- Premio per l'Italia al Salone dell'umorismo (Montréal, 1979).
- Palma d'oro (Bordighera, 1980).
- 1º premio Humorfest (Foligno, 1985).
- 1º premio Settima rassegna nazionale della vignetta umoristica (Lanciano, 1999).

## Citazioni
Di lui hanno detto o scritto:
(Pier Carpi, 1971)
(Giovanni Arpino, 1972)
(Giuseppe Annese, 1975)
(Marcello Ravoni, 1980)
(Cassio Morosetti, 2006)
(Placido Sangiorgio, 2008)